# История библиотек
История библиотек началась с первых попыток организации коллекций документов и письменных памятников. Историки библиотек изучают такие аспекты, как доступность коллекции, сбор материалов, упорядочивание и поиск инструментов, влияние физических свойств на разные материалы для письма, распространение языка, образовательная роль, уровень грамотности, издержки и персонал, использование отдельными категориями лиц, архитектурный вклад, шаблоны для применения. Также изучается роль библиотек в культурном наследии нации, роль правительства, церкви и частных лиц в финансировании и снабжении библиотеки. С 1960-х годов идёт процесс компьютеризации и оцифровки библиотек. Собственно история библиотек является одной из дисциплин в курсах библиотековедения и истории.

## Древний мир

### Библиотеки Востока
Первые библиотеки Древнего мира представляли собой хранилища первых письменных памятников — глиняные таблички с клинописью, хранившиеся в храмах шумерской цивилизации. Самые ранние из них датируются 2600 г. до н. э. Таблички были толщиной в несколько сантиметров, но отличались формами и размерами. Для их изготовления жидкая глина заливалась в деревянную форму, на поверхности записывался текст, а затем табличку клали на солнце или запекали в печи, чтобы она затвердела и высохла. Для хранения таблички ставились рядом на боковую сторону: на каждой табличке был указан выделявшийся заголовок, по которому можно было понять, о чём идёт речь. Первые подобные библиотеки появились в Плодородном полумесяце Юго-Западной Азии — в колыбели человеческой цивилизации, на территории от Месопотамии (современный Ирак) до побережья Нила (Египет), где и появилась письменность за 3 тысячи лет до н. э. В этих записях содержится информация о купеческих сделках и описи имущества, что говорит о конце доисторической эпохи и начале истории Древнего мира.
То же самое можно сказать и о первых записях, сделанных на папирусе в Древнем Египте. Самые ранние древнеегипетские архивы были найдены в Угарите: помимо переписки и описи, на табличках могли быть записаны и тексты для начинающих писцов. Доказательством первой библиотечной системы служат находки, датируемые 1900 годом до н. э. (Ниппур) и 700 годом до н. э. (Ниневия). Более 30 тысяч глиняных табличек библиотеки Ашшурбанипала были найдены в Ниневии, что открыло для современных учёных богатство месопотамской литературы, религиозной и административной деятельности. Среди открытий были миф о сотворении мира «Энума элиш», отражающий традиционное вавилонское мировоззрение; Эпос о Гильгамеше; множество текстов с пророчествами, в которых упоминались фазы луны, движения планет и звёзд, Солнце и солнечная корона, пятна на солнце и солнечные затмения, а также погода (дожди, грозы, молнии и облачность); тексты на тематику астрономии и астрологии; списки слов и двуязычные словари; знаки и синонимы слов; наконец, список медицинских диагнозов.
Древнейшая библиотека Китая принадлежала императорской династии Чжоу, а хранителем книг в ней был философ Лао-цзы. В некоторых старинных китайских библиотеках, не сохранившихся в первозданном виде до наших дней, были найдены следы каталогов, что подтверждало существование профессии библиотекаря в то время. В 213 году до н. э. император Цинь Шихуан приказал уничтожить большую часть неугодных ему книг, и только при династии Хань удалось окончательно остановить эту политику. Тогда были созданы три императорские библиотеки, а ещё раньше Лю Синь создал первую классификацию книг. Содержимое каталога записывалось на свитках из шёлка и хранилось в шёлковых мешках, а со временем разработка бумаги и печати оказала большое технологическое влияние на работу библиотек.

### Классический период
Александрийская библиотека, находившаяся в Древнем Египте, была крупнейшей и самой значимой библиотекой Древнего мира. Свой расцвет библиотека пережила в эпоху династии Птолемеев, став крупным образовательным центром в III веке до н. э. и оставаясь таковым до завоевания Египта римлянами в 30 году до н. э. Открылась библиотека при правлении Птолемея I Сотера или его сына Птолемея II Керавна. Именно в Александрии действовала первая система организации библиотек. Библиотека Цельса в анатолийском Эфесе (ныне турецкий Сельчук) была построена в 135 году нашей эры Тиберем Юлием Аквилой Полемеаном и названа в честь его отца, Тиберия Юлия Цельса Полемеана. В библиотеке хранилось около 12 тысяч свитков, а сама она служила усыпальницей Цельса. Строительство началось в 113 или 114 году нашей эры. Библиотека была разрушена в результате землетрясения, и долгое время была видна только часть фасада; остальную часть руин библиотеки в 1903 году нашли австрийские археологи.
Частные библиотеки, составленные из рукописных книг, появились в Древней Греции в V веке до н. э. и были исключительно греческими Прославленные коллекционеры античных рукописей и книг были упомянуты в конце II века до н. э. в книге «Пир мудрецов», однако римлянами этот труд особо не замечался. В эпоху. Августа около римских форумов также появились библиотеки — например, в Портике Октавии, около театра Марцелла, в храме Аполлона Палатинского и в Ульпийской библиотеке на Форуме Траяна. Государственные архивы хранились в здании на склоне между Римским форумом и Капитолием. Частные библиотеки появились в эпоху Поздней Республики, когда Сенека в своём труде «De tranquillitate animi» раскритиковал владельцев библиотек, которые роскошно украшали библиотеки и наполняли их разнообразными материалами, но сами едва могли бы прочесть хотя бы заголовки книг:

.
К чему бесчисленные книги в шкафах, владелец которых за всю жизнь едва прочитывает заголовки? […] Почему ты считаешь нужным прощать человеку, гоняющемуся за шкафами из цитрусового дерева или слоновьей кости […], которому больше всего удовольствия доставляют обложки и заглавия принадлежащих ему томов? Поэтому у самых ленивых ты увидишь любые риторические и исторические сочинения, ящики, нагромождённые до потолка […] эти собранные творения великих умов, с портретами автором, расставленные по порядку, приобретаются для вида и украшения стен.

Библиотеки были предметом роскоши на виллах: у Цицерона в Тускулуме, у Мецената на нескольких виллах и у Плиния Младшего (согласно сохранившимся письмам). На Вилле Папирусов в Геркулануме частично сохранилась греческая библиотека в вулканическом пепле, где удалось отыскать сохранившиеся папирусы. Археологи полагают, что под пеплом погребена латинская библиотека, которую ещё предстоит открыть.
На Западе первые публичные библиотеки появились в эпоху Римской империи, поскольку каждый правитель Рима стремился открыть больше библиотек, чем его предшественник. Первую публичную библиотеку под названием «Анла Либертатис» (лат.  Anla Libertatis) в Риме учредил Гай Азиний Поллион, полководец и консул Римской республики, в 39 году до н. э. после победы над парфинами в Иллирии. Библиотека повысила статус Рима в ойкумене и позволила бросить вызов Александрийской библиотеке. Её главное здание находилось недалеко от Римского форума, а в ней самой были отделения книг на греческом и на латинском; позже подобный принцип разделения работ был принят во всех римских библиотеках. В конце гражданских войн, завершившихся смертью Марка Антония в 30 году до н. э. Август предложил реконструировать разрушенные здания Рима и в ходе работ открыл ещё две публичные библиотеки: в храме Аполлона Палатинского (Палатинская библиотека) и на Портике Октавии. При императоре Тиберии были возведены ещё две библиотеки на Палатинском холме, а после 70 года н. э. Веспасиан построил одну из главнейших библиотек Рима — Библиотеку мира (лат. Bibliotheca Pacis) на форуме Веспасиана, известном как Форум мира. Библиотека была построена по традиционной схеме, в ней были два зала с рукописями на греческом и на латыни, среди которых были работы Галена и Луция Элия Сеяна. Одной из сохранившихся до наших дней стала Ульпийская библиотека, возведённая при императоре Траяне в 112—113 годах на Капитолии. Колонна Траяна разделяла греческий и латинский залы, находившиеся друг напротив друга. Зал был высотой в 15 м, с учётом крыши — 21 м.
В отличие от греческих библиотек, в римских читатели имели прямой доступ к свиткам, хранившимся в отдельном зале на полках. В комнате можно было читать и переписывать; в записях сохранились редкие упоминания о заимствовании книг. Культурными центрами считались и римские термы, которые строились рядом с библиотеками: в одной комнате были, как полагается, греческие тексты, а в другой — латинские тексты. Из материалов были как свитки пергамента (Пергамская библиотека), так и свитки папируса: экспорт готовых для письма материалов был вопросом коммерции. Для грамотных людей было создано не так много публичных образовательных или царских коллекций книг и свитков: редким исключением была коллекция александрийского Серапеума в Александрийской библиотеке. В частные библиотеки доступ открывался очень редко, а с теми, кто получал доступ, часто беседовали библиотекари перед предоставлением книги.

## Средневековье

### Византия
В эпоху поздней античности и начала Средних веков наступил упадок Рима: к тому моменту в городе было 28 публичных библиотек. Империя раскололась на две части, а в 330 году император Константин I Великий перенёс столицу в Византиум, переименованный позже в Константинополь. Римская интеллектуальная культура, процветавшая в древние времена, подвергалась преобразованию под воздействием христианства, и культурный центр был перенесён уже в сторону Византии, где библиотеки делились на четыре типа по владельцам и предназначению: императорская, патриаршая, монашеская и личная. На Западе эллинистическую культуру рассматривали как языческую и стремились подавить любые её следы: тщательно следили только за христианскими книгами (Священное Писание и духовная литература), которые были представлены в форме так называемого кодекса, а античные работы были попросту брошены на произвол судьбы и стирались. На Востоке, однако, многие античные работы переписывались в форме кодекса и поэтому сохранились в монашеских скрипториях Византии. Именно монашеские библиотеки были крупнейшими хранилищами трудов в Европе, а правила управления ими на Востоке и Западе особо не отличались. В монашеских скрипториях было хорошее освещение, поскольку свечи могли вызвать пожар; монахи проводили почти весь день в скриптории, отлучаясь только на трапезу и на службу. Такими темпами в средневековых монастырях стал накапливаться большой библиотечный фонд: большая часть книг была связана именно с обучением монахов и их духовному развитию. Хотя подавляющая часть текстов была христианского содержания, нередко монахи находили добродетели и в греческих античных текстах, вследствие чего греческие работы копировались и сохранялись в монашеских скрипториях.
Когда в Европе настала эра Тёмных веков, византийские скриптории продолжали сохранять греко-римские работы, и поэтому Византия сохранила классическую модель образования и библиотек античной эпохи. Императорская библиотека в Константинополе была важнейшим книгохранилищем знаний Древнего мира: замысел вынашивал ещё Константин I, но библиотеку достроил только его сын Константин II, создавший её в портике императорского дворца и назначивший ответственным за пополнение фонда Фемистия. За 24 года правления Константина II библиотека пополнилась огромным количеством рукописей и книг, а Фемистий внёс туда произведения Платона, Аристотеля, Демосфена, Изократа, Фукидида, Гомера и Зенона Элейского, наняв каллиграфов и ремесленников для изготовления кодексов. Он же выбирал учителей для школы при библиотеке. После смерти Константина II ставший императором Юлиан Отступник занялся отбором языческих и христианских книг для библиотечных коллекций, а уже позже Валент II нанял греческих и латинских писцов для переписывания и восстановления древних рукописей. В V веке императорская библиотека Константинополя насчитывала 120 тысяч томов и была крупнейшей в Европе. В 477 году пожар охватил всю библиотеку, которую потом удалось восстановить; позже пожары случались в 726, 1204 и 1453 года (во время турецкой осады города).
В VI веке великие библиотеки Средиземноморья больше походили на Константинопольскую и Александрийскую. Библиотека Константинопольского патриархата была основана, предположительно, в IV веке при Константине Великом и, как богословская библиотека, имела систему классификации трудов. Она также была хранилищем документов для нескольких Вселенских соборов (Первого Никейского, Эфесского и Халкидонского). Предполагается, что она находилась изначально в резиденции Патриарха, а в VII веке переехала в Thomaites Triclinus. Других данных о ней нет, за исключением того, что многие книги из этой библиотеки были сожжены. В то же время существовали и небольшие частные библиотеки, которыми владели преимущественно представители византийской аристократии и высокопоставленные священнослужители, хотя среди владельцев были и учителя, и богатые библиофилы (последние тратили много средств на украшение самих книг). Одним из владельцев богатых библиотек был Кассиодор, государственный деятель эпохи Теодориха Великого: в Вивариуме (ныне Калабрия) он основал монастырь и библиотеку, где предпринял попытку собрать все античные тексты как священного, так и мирского содержания. Будучи фактическим библиотекарем, Кассиодор составил инструкции для монахов о том, как необходимо пользоваться рукописями при чтении и как переписывать тексты. Библиотека, однако, не сохранилась и была затеряна в веках. Из крупных христианских библиотек, помимо тех, что принадлежали Оригену и Памфиу Кесарийскому, выделяется Библиотека Кесарии, крупнейшая на то время церковная библиотека, где хранилось свыше 30 тысяч рукописей. Там учились и трудились Григорий Богослов, Василий Великий и Иероним Стридонский.

### Исламские библиотеки
Первые исламские библиотеки не всегда предназначались для публичного использования, но хранили множество книг и в первую очередь — образцы Корана. Хадисы стали началом традиции сбора рукописей в мусульманском мире и передачи сказаний и изречений не только в устной форме. Библиотеки впервые появились в мечетях, и в них хранились не только Коран, но и другие труды по исламу, философии и науке. В эпоху правления Аббасидов у мусульман широко развивалась наука: Аббасиды следовали изречению хадиса, по которому чернила учёного приравнивались к крови мученика, тем самым подчёркивая важность знаний. В исламском мире стали появляться научные и образовательные центры — ядром в каждом из них были библиотеки с энциклопедиями, переводами, комментариями и трактатами, написанными мусульманскими учёными. Изобретение бумаги позволило мусульманам продвинуться дальше в развитии библиотек: все библиотеки (в том числе принадлежавшие правителям) стали общедоступными, а писатели и книжники вне зависимости от класса и национальности стали обмениваться книгами и распространять другие труды.
Арабы и иранцы переняли у китайцев в VIII веке технологию изготовления бумаги, а в 794 году в Багдаде была создана первая фабрика по производству бумаги. К IX веку в городах мусульман появились первые библиотеки, которые называли «залами науки» (дар-аль-ильм). В каждом подобном зале действовало своё направление ислама (своеобразная секта), которое не только стремилось представить свои принципы, но и содействовать распространению знаний. Так, Багдадская библиотека, известная как Дом мудрости, была также и университетом, где учёные и переписчики переводили работы античных учёных и философов (и не только античных) на арабский язык. В IX веке халиф аль-Мутаваккиль Алаллах повелел построить «Завият Курра», своеобразный зал для читателей, который нужно было щедро обставить и оборудовать. Ещё одна библиотека создана в Ширазе Адхудом аль-Даулой, о которой историк аль-Мукадасси писал как о «комплексе зданий, окружённом садами с озёрами и реками. Здания были увенчаны куполами и состояли из верхнего и нижнего этажей с общим количеством, по словам владельца, в 360 комнат… В каждом отделе каталоги находились на полках… комнаты обставлены коврами». В подобные библиотеки нанимались многие переводчики и переписчики, чтобы перевести на арабский большую часть доступной научной и классической литературы с персидского и греческого языков, с латыни и санскрита.
С XI века развитие библиотечной системы пошло и в той части Африки, покорённой арабами. Особенно ценными библиотеками были те, которые находились в городе Тимбукту и на протяжении более чем шести веков были важными для империй Гана и Мали, а также для государства Сонгай. Одним из наиболее известных авторов был Ахмад Баба аль-Массуфи, который написал более 40 манускриптов и стал одним из наиболее влиятельных учёных Тимбукту. В 1591 году в результате битвы при Тондиби большая часть рукописей и зданий была уничтожена, а Ахмад Баба и многие подобные ему учёные попали в плен. Несмотря на это, до наших дней сохранились около 700 тысяч манускриптов.
В XIII веке монгольские завоевания привели к краху арабских государств: в результате взятия монголами Багдада сгорела библиотека, а книги были выброшены в реку Тигр. С другой стороны, ударом по средневековым библиотекам стало воинствующее мракобесие отдельных движений в исламе, в результате которого были уничтожены многие библиотеки. Неизменными сохранились немногие библиотеки: примерами являются средневековая библиотека в мавританском городе Шингетти и Центральная библиотека «Астан Кудс Разави» в иранском городе Мешхед, действующая более 600 лет (более 1,1 млн томов). Содержимое многих исламских книг было переведено христианскими монахами из Испании и Сицилии, что позволило Западной Европе снова открыть античную науку и искусство: это были копии тех работ, которые хранились у монахов в оригинале и которые были переведены византийцами. Появившиеся на их основе хранилища книг стали базами для библиотек современности.

### Азия
Распространение религии и философии в Южной и Восточной Азии стало стимулом для развития письменности, книжного дела и библиотек. Эту культуру развивали правители Китая, а изготовление бумаги и технологии печати (в том числе ксилография) позволили Азии опередить Европу в плане развития библиотек и положить начало книжному буму в Восточной Азии. На развитие книжного дела повлияли буддизм, конфуцианство, даосизм и джайнизм, причём в последней религии была традиция религиозных, научных и культурных исследований: её последователи не только занимались записью текстов, но и организовали одни из первых библиотек в Азии — так называемых «Хранилищах знаний дживы», где сохранились сотни и тысячи рукописных книг и манускриптов. Изобретение бумаги китайцами позволило создать первую форму печати (каменное трение или эстампаж) — на каменные таблички, в частности, наносились изречения Конфуция. Китайцы клали мягкую бумагу на каменную плиту, нанося чернила на обратную сторону листа — так появлялись белые буквы на чёрном фоне. Также китайцы занимались ксилографией (гравюрой на дереве) и производили материалы для неё. Так, с использованием более чем 130 тысяч деревянных блоков были изготовлены 5 тысяч экземпляров «Трипитаки». В эпоху династии Тан ксилография пережила свой расцвет, когда классические буддистские тексты попали во множество частных библиотек.
В XI веке в Китае был изобретён ручной набор, а корейцы основали первую мастерскую по изготовлению ручных наборов. Тем не менее, ксилография никуда не делась и сохранилась в Китае, Корее и Японии. Каждый император создавал собственный письменный архив и решал, какие из философских и научных текстов, текстов о религиозных ритуалах, поэзии и литературе должны издаваться и попадать в библиотеки, порой переписывая историю до своего прихода к власти. В дальнейшем книги буддизма и конфуцианства оказывали главное влияние на развитие библиотечного дела в Восточной Азии. Так, в 1407 году династией Мин была основана императорская библиотека под названием «зал Вэн Юань», а также создана энциклопедия Юнлэ, которая содержала 11 тысяч томов и 7 тысяч копий книг. До наших дней сохранилась лишь небольшая часть, поскольку многие из томов были утеряны — подобные коллекции, однако, появлялись в 1725 и 1772 годах.
Буддистские тексты, образовательные материалы и исторические хроники хранились в библиотеках Юго-Восточной Азии: в Бирме библиотека монарха под названием «Питакатаик» была создана царём Аноратха; в XVIII веке британский посол Майкл Саймс, изучая эту библиотеку, заметил, что «его бирманское величество может владеть более многочисленной библиотекой, нежели любой власть имущий от берегов Дуная до границ Китая». В Таиланде библиотеки под названиями хо трай строились по всей стране, но преимущественно в зданиях на сваях над прудами, чтобы не позволить насекомым сожрать книги.

### Европа
В эпоху Раннего Средневековья наиболее развитыми и продвинутыми были монастырские библиотеки: самым ярким примером считается библиотека аббатства Монтекассино. Поскольку книги и манускрипты были весьма ценными и дорогостоящими, их часто приковывали цепями к полкам, чтобы не дать никому унести. Тем не менее, библиотеки могли отдать книги на время в обмен на залог (стоимость книги или другую книгу, равноценную), и именно таким образом можно было переписывать и распространять книги. В 1212 году совет Парижа призвал монастыри не отвергать политику одалживания книг, назвав это «одним из основных проявлений милосердия».
Первые библиотеки, которые размещались в монашеских клуатрах и ассоциировались со скрипториями, содержали кафедры с книгами, прикованными к ним цепями. Полки, установленные над и между кафедрами, представляли собой книжные прессы (предшественники книжных шкафов). Цепь крепилась к обложке книги, но не к корешку, чтобы не было износа фолианта. Эти книжные прессы размещались в каррелях (перпендикулярно стенам и окнам), чтобы освещение было как можно большим (низкие книжные шкафы перед окнами). Подобная «стойловая система» была больше характерна для английских библиотек, поскольку в библиотеках Континентальной Европы книжные шкафы размещались параллельно стенам (первый пример — испанский Эскориал). Важные рукописи и манускрипты хранились в библиотеках православных монастырей на горе Афон и на Синайском полуострове (Монастырь Святой Екатерины).

## Эпоха Возрождения
С XV века в Центральной и Северной Италии библиотеки гуманистов и их просвещённых посетителей создавали ядра, вокруг которых возникали «академии» учёных. Так, правитель Чезены Доменико Новелло Малатеста основал Малатестиану; Козимо де Медичи во Флоренции собрал коллекцию, ставшую основой для Лауренцианы; в Риме Ватиканская апостольская библиотека была создана усилиями Николая V после объединения греческой и латинской библиотеки и затем расширена при Сиксте IV и его библиотекаре Бартоломео Платина, которому передали управление библиотекой в феврале 1475 года. Венгерская библиотека Корвиниана стала одной из первых и крупнейших греко-латинских библиотек Эпохи Возрождения: её основал правивший Венгрией король Матьяш I Корвин. В 1490 году библиотека насчитывала около 3 тысяч кодексов или «корвин», как их называли. Матьяша вдохновила на создание библиотеки его супруга Беатриса Арагонская. После кончины Матьяша многие рукописи исчезли из библиотеки: предполагается, что их во время вторжения Османской империи в Венгрию забрали турки. В XVI веке Сикст V разделил Бельведерский дворец Браманте на две части, разместив в более пышной части Апостольскую библиотеку, а в последующие два века в Риме появились ещё ряд библиотек. Ими были Библиотека Валлицеллиана с книгами святого Филиппа Нери; личная библиотека Цезаря Баронио; Библиотека Анджелика по имени Анджело Рокка, единственная публичная библиотека в контрреформационном Риме; библиотека Алессандрина, пожалованная папой Александром VIII римскому университету Сапиенца; Библиотека Казанатензе кардинала Джироламо Казанате и библиотека Корсиниана, основанная Клементом XII и его племянником кардиналом Нери Корсини, находящаяся ныне во дворце Корсини, Виа делла Лунгара. Венецианская республика создала библиотеку Марчиана на основе личной библиотек кардинала Василия Виссариона, а в Милане кардинал Федерико Борромео учредил Амброзианскую библиотеку. Эта тенденция вышла и за пределы Апеннинского полуострова: в Гейдельберге была основана Палатинская библиотека курфюрстом Пфальца Людвигом III.
В этих библиотеках не было столько томов, сколько насчитывается в современных, однако было много ценных рукописей на греческом и латыни, а также экземпляров библейских текстов. Изобретение книгопечатания позволило библиотекам Эпохи возрождения собирать и печатные книги, и на протяжении века с 1550 по 1650 годы длился серьёзный сдвиг: внимание сместилось с рукописей и пергаментов на печатные тексты с полезной информацией, с книг как предметов роскоши на книги как источники знания и инструменты саморазвития. Подобные изменения можно рассматривать и как переход от эстетической точки зрения к информационному содержанию. Примером тому служит библиотека в замке герцогов Урбинских, коллекция которой является доказательством двух принципов сбора книг — эстетического и интеллектуального. Старая библиотека служила для отбора текстов, в которых содержались исторические сведения об отношениях герцога Урбинского и его величия, в новой библиотеке содержались информационные тексты для учёных, которые можно было исследовать и обсуждать их содержимое. В библиотеке герцога также появился своеобразный архив — манускрипты с письмами и известиями эпохи возрождения, дипломатическая переписка, инженерные документы, военные сообщения, различные указы и т. д.. В то же время в Китае в эпоху династии Мин был основан Павильон Тяньи Фань Цинем — старейшая действующая библиотека в Китае, где находится ныне более 70 тысяч томов старинных книг и рукописей.

## Век просвещения
XVII и XVIII века называются «золотым веком библиотек», поскольку в это время были основаны многие ведущие библиотеки Европы. Примерами являются Цепная библиотека Фрэнсиса Тригга при церкви Святого Вульфрама (Грэнтем, Линкольншир), основанная в 1598 году ректором Уэлборна; Бодлианская библиотека, основанная Томасом Бодли как «республика для учёных людей»; Норвичская городская библиотека, основанная в 1608 году; Британская библиотека, основанная в 1753 году. В 1653 году была открыта первая в истории публичная библиотека в англоязычном мире — Четхэмская библиотека в Манчестере.. Также в Великобритании открылись библиотеки в Ипсвиче в 1612 году, в Бристоле (основана в 1613, открыта в 1615 годах), в Лестере (1632) и при школе Шрюсбери. Во Франции одним из выдающихся библиофилов того времени был кардинал Джулио Мазарини, основатель собственной библиотеки. Его первой библиотекой руководил личный библиотекарь Габриэль Ноде, и она прекратила существование после бегства Мазарини из Парижа во время Фронды. Вторая библиотека была создана в 1643 году на основе первой и передана Франсуа де ля Потери. Перед смертью Мазарини передал библиотеку Колледжу четырёх наций, основанному в 1661 году. В Париже была основана также Библиотека Святой Женевьевы, в Вене — Австрийская национальная библиотека, во Флоренции — Национальная центральная библиотека, в Берлине — Прусская государственная библиотека, в Варшаве — Библиотека Залуских, в Петербурге — Императорская публичная библиотека, которой присвоили позже имя М. Е. Салтыкова-Щедрина.
Тем не менее, «золотой век библиотек» характеризовался не только расширением объёмов библиотечных фондов и расширением доступа, но и большим конфликтом: Реформация выступал за перераспределение власти, богатства и знаний. На перераспределение повлияла разрушительная Тридцатилетняя война, унёсшая жизни 8 млн человек (около трети населения Европы в то время), в ходе которой часто приходилось восстанавливать книги из разграбленных монастырей и библиотек. С учётом большой стоимости создания кодекса книги часто воспринимались как трофей и награда в плане материального и духовного богатства: разграбленные сокровища библиотеки Палатина баварская знать передала Ватикану в качестве трофеев. С другой стороны, шведский король Густав Адольф обращал внимание на иезиутские школы и семинарии и передал огромное количество трофейных книг и манускриптов библиотекам у себя в стране. Огромные объёмы томов переходили из рук в руки во время Тридцатилетней войны и в конце концов были разбросаны по всей Европе. Помимо этого, печатные станки стали массовым явлением, что сделало обмен книгами более частым. На книжных ярмарках купцы получали максимальную прибыль благодаря каталогам книг. Коллекционеры тех времён помогли создать образ современных библиотек: в частности, библиотека Мазарини была провозглашена её хозяином «открытой для всех без исключений», а Роберт Коттон украсил свою библиотеку, к примеру, бюстами деятелей Древнего Рима на самых верхних полках и распределил всё содержимое библиотеки по алфавитному порядку. На полке, соответствующей определённой букве, устанавливался определённый бюст; чем дальше в ряду была книга, тем ближе она была к концу данного алфавитного ряда.
В начале XVIII века библиотеки больше стали отходить от образца закрытых приходских и приобретать образ публичных, а также изменяли свои фонды и позволяли чаще брать на время книги для чтения. При этом не все библиотеки были открыты абсолютно для любой публики. Британский музей, чей библиотечный фонд насчитывал более 50 тысяч книг, тоже допускал не каждого в свою библиотеку: необходимо было получить пропуск, на создание которого уходило от 3 до 4 недель. Более того, в библиотеке нельзя было просто бродить по своему желанию: читателя отправляли на экскурсию, маршрут которой был строго определён, и она казалась довольно часто слишком короткой. Исключением из подобного правила можно назвать библиотеку герцога Августа, открытую по выходным утром и днём. Большая часть её посетителей — это представители среднего класса и не имеющие отношения к науке личности. В 1714—1799 годах библиотека передала 31485 книг (преимущественно художественной литературы) для чтения 1648 посетителям

### Платные библиотеки
В начале XIX века публичных библиотек в современном виде ещё не было, за исключением библиотеки Четхэма в Манчестере, доступной для общественности полностью и бесплатно. Однако возникла сеть библиотечного обеспечения на частной или институциональной основе. Рост числа томов светской литературы стал поводом для распространения библиотек, одалживающих книги на время, особенно коммерческих. Множество небольших частных книжных клубов были преобразованы в подобные библиотеки, которые либо брали большую плату за год пользования, либо просили подписчиков приобретать свою долю. Подписчики могли читать биографические труды, книги по истории, философии, богословию и путешествиям, помимо художественной прозы. Доступ был ограничен. Примерами подобных библиотек служили библиотека Четхэма (1653), Библиотека Иннерпеффрэй (1680) и библиотека Томаса Плюма (1704). В американских колониях в 1731 году Бенджамином Франклином была основана Библиотечная компания Филадельфии.
Рост производства и спроса на художественную литературу, продвигаемый коммерческими рынками, привёл к росту числа библиотек с выдачей книг на дом, что позволяло удовлетворять некоторые потребности. Уильям Батоу утверждал, что именно его «оригинальная циркулирующая библиотека» (англ. The Original Circulating library) первой открылась в Лондоне в 1737 году в двух местах. Подобные библиотеки взимали с пользователей плату за подписку и предлагали серьёзные темы, вследствие чего их можно было перепутать с обычными платными.
Платные библиотеки были по сущности демократическими: они были созданы для местных читателей, которые стремились создавать постоянные коллекции книг и материалов для чтения, но не продавать их, в отличие от других библиотек и читателей. Часто их основывали книжные клубы, но выбираемые подписчиками комитеты подбирали, как правило, книги общего характера, а не для какой-то религиозной, политической или профессиональной группы — их отбирали так, чтобы они были взаимовыгодны для совладельцев. Комитет также подбирал библиотекарей, следивших за обращением материалов. В 1800 году в Великобритании действовало более 200 коммерческих библиотек с выдачей книг на дом, что было почти в два раза больше, чем число частных библиотек и платных (с подпиской). Собственники приветствовали самую модную клиентуру, расхваливая свои библиотеки на все лады. В настоящее время их называют «арендными коллекциями».

### Частные библиотеки
Частные библиотеки по подписке функционировали аналогично, как коммерческие библиотеки, но отличались во многом: частная считалась «джентльменской», куда доступ был открыт только собственникам или совладельцам (от 12 или 24 до 400—500 человек). Примером служила Ливерпульская библиотека, переименованная в «Афинскую», когда рядом построили отдел новостей и кофейню. Плата за вход составляла одну гинею, плата за ежегодную подписку — пять шиллингов. Анализ зарегистрировавшихся за первые 12 лет позволил составить представление о привычках читателей из среднего класса в меркантильном сообществе за этот период: наиболее популярными секциями были «История», «Античность», «География» (283 книги, 6121 заимствование) и «Беллетристика» (238 книг, 3313 заимствований).
Частные библиотеки контролировали не только членство в своём составе, но и фонды: там не было никаких «дешёвых» произведений, не представляющих высокой ценности, чем гордились библиотеки. Чаще всего подписчиками были землевладельцы, дворяне и представители старинных профессий. В конце XVIII — начале XIX веков необходимость в книгах и общем образовании стала проявляться у социальных классов, образованных в начале Промышленного переворота, а также появилось множество платных библиотек, используемых торговцами. В 1797 году в Кендале была создана «Экономическая библиотека», предназначенная для использования рабочими классами и их обучения, а в 1799 году в Бирмингеме появилась Артизанская библиотека общей литературы. Плата за вход составляла 3 шиллинга, плата за пользование — 1 шиллинг и 6 пенсов за квартал. Изначально исключённые из фонда романы были позже допущены с тем условием, чтобы они не составляли более 10 % ежегодного дохода.

## Национальные библиотеки

### Истоки
Национальные библиотеки уходят своими корнями в королевские коллекции монархов государств. Первый план подобной библиотеки разработал Джон Ди, который в 1556 году предложил Марии I план сохранения старинных книг, манускриптов и записей в виде одной большой библиотеки, но его отклонили. В 1694 году сэр Ричард Бентли опубликовал «Предложение о строительстве королевской библиотеки» (англ. Proposal for Building a Royal Library), снова сумев привлечь внимание к этому вопросу. Роберт Коттон, богатый антиквар, собрал в то время богатейшую частную коллекцию рукописей и основал библиотеку. После секуляризации многие бесценные и старинные рукописи были распределены по коллекциям частных лиц, многие из которых даже не подозревали о культурной ценности рукописей. Коттон занимался не только поиском и приобретением, но и сохранением. После его кончины внук Коттона передал библиотеку народу, что позволило создать первую национальную библиотеку в мире и заложить основы для Британской библиотеки

### Образцы
В 1753 году при Британском музее была основана первая библиотека, которую можно считать национальной — это был особый вид музея, принадлежавший не церкви или монарху, а доступный для публики и стремившийся собрать всё, что только возможно. Основоположником этой библиотек был врач и учёный-натуралист Ганс Слоан, который собрал свой большой кабинет редкостей и передал его в общественное достояние за 20 тысяч фунтов стерлингов. В коллекцию Слоана вошли 40 тысяч печатных книг и 7 тысяч рукописей, в том числе старинных гравюр и рисунков. Акт о Британском музее распространялся также на библиотеку Коттона и Харлейскую библиотеку, которые стали частью Королевской библиотеки в 1757 году. Первые галереи и читальные залы были открыты 15 января 1759 года, спустя два года после того, как Георг II позволил библиотеке создавать копию любой опубликованной в стране книги, что означало, что музейная библиотека будет расширяться сколь угодно.
В 1856 году главным библиотекарем Британской библиотеки был назначен Антонио Паницци, занявшийся её модернизацией. Фонд библиотеки вырос с 235 до 540 тысяч, что сделало эту библиотеку крупнейшей в мире. Читальный зал был открыт уже через год, а сам Паницци создал новый каталог на основе «91 правила каталогизации» (1841), разработанных с его помощниками. Эти правила использовались во всех библиотечных каталогах в XIX—XX веках и стали основой для создания Международного стандартного библиографического описания и цифрового Дублинского ядра.
Библиотека Мазарини была основана как королевская библиотека при Лувре Карлом V в 1368 году. После кончины Карла Безумного первую коллекцию книг забрал себе английский регент Джон Ланкастерский, герцог Бедфорд в 1424 году, однако после его смерти в 1435 году библиотека пропала. Новую коллекцию благодаря технологии книгопечатания собрали в 1461 году при Людовике XI, а в 1534 году Франциск I перевёз её в Фонтенбло, объединив со своей личной библиотекой. Благодаря работе Жака Огюста де Ту в XVII веке эта библиотека стала крупнейшей и богатейшей коллекцией книг в мире. Для посетителей она была открыта в 1692 году Камилем Летелье Лувуа, сыном Франсуа-Мишеля Летелье Лувуа. На посту библиотекаря Лувуа был сменён Жеромом Биньоном, полностью изменившим библиотечную систему: в 1739 по 1753 годы был составлен каталог из 11 томов. Коллекция росла благодаря закупкам и пожертвованиям, пока не наступила Великая Французская революция. Только благодаря вмешательству Антуана-Огюстена Ренуара и Жозефа ван Прата библиотека не пострадала в те годы. В годы существования Законодательного собрания Франции в библиотеке собралось 300 тысяч томов после того, как были конфискованы библиотеки знати и высшего духовенства. В сентябре 1792 года Законодательное собрание Франции провозгласило Королевскую библиотеку национальной собственностью «после четырёх веков пребывания под контролем короны», после чего она стала называться не иначе как «Национальная библиотека Франции».

#### Расширение
Идею Библиотеки Конгресса США выдвинул в 1783 году Джеймс Мэдисон. 24 апреля 1800 года президент США Джон Адамс подписал акт о переезде правительства США из Филадельфии в Вашингтон и об основании библиотеки: на закупку книг для нужд Конгресса было выделено 5 тысяч долларов, книги завозили из Лондона. Коллекция объёмом 740 книг и 3 карт была размещена в Капитолии.
Императорская публичная библиотека была основана в Петербурге в 1795 году императрицей Екатериной II, у которой в личной библиотеке были труды Вольтера и Дидро, переданные императрице наследниками этих философов из личных библиотек. Идея создания библиотеки появилась ещё в 1766 году, но была претворена в жизнь только за полгода до кончины Екатерины, 16 (27) мая 1795 года. Основу для фонда библиотеки составили 420 тысяч томов библиотеки Залуских, основанных одноимённым польским родом (библиотека перешла к России после Третьего раздела Польши). В 1921 году РСФСР вернул Второй Польской Республике 55 тысяч польскоязычных книг.
Хотя окончательное объединение княжеств в Германскую империю состоялось только в 1871 году, ещё в контексте Мартовской революции была создана первая немецкая национальная библиотека — Рейхсбиблиотека (нем.  Reichsbibliothek) Франкфуртского национального собрания, которой руководил Йоханн Генрих Плат. После провала революции библиотека прекратила существования, а книги передали Германскому национальному музею в Нюрнберге. В 1912 году в Лейпциге во время ежегодной книжной ярмарки Королевство Саксония и Ассоциация немецких книгоиздателей договорились о создании Немецкой национальной библиотеки. С 1 января 1913 года все публикации на немецком (в том числе книги из Австрии и Швейцарии) стали систематизироваться.

## Современные публичные библиотеки

### Великобритания
В середине XIX века в Англии было 274 библиотеки по подписке, а в Шотландии таковых было 276. Однако современные публичные библиотеки появились только в 1850 году согласно Акту о публичных библиотеках. Благодаря акту боро получили возможность создавать бесплатные публичные библиотеки, что стало первым шагом к созданию национальной структуры, предоставляющей бесплатный и свободный для всех доступ к информации и литературе. В 1830-е годы, на пике расцвета чартистского движения в Великобритании наблюдалась волна призывов к государственным реформам: капиталистическая модель экономики создала большое количество свободного времени для рабочих, однако патерналистский средний класс был обеспокоен тем, что рабочим попросту нечего было делать. Многие активисты полагали, что времяпрепровождение в библиотеке могло бы помочь рабочим в их интеллектуальном и духовном развитии, а также послужить на благо общества. В 1835 году депутат британского парламента от Шеффилда Джеймс Силк Бэкингем, сторонник движения за воздержание от алкоголя, возглавил Избранный комитет, который занимался изучением причин и последствий массовых алкогольных отравлений среди представителей британского рабочего класса. Один из реформаторов и идеологов рабочего класса Фрэнсис Плэйс поддержал создание приходских библиотек и читальных залов, чтобы сократить число людей, которые «часто посещают пабы и не могут найти себе иного развлечения». Бэкингем представил Парламенту проект закона о публичных учреждениях, по которому округи могли на собранные налоги (полпенни с каждого округа) открывать библиотеки и музеи. Билль не был принят, но повлиял на депутатов Уильяма Юарта и Джозефа Бразертона, которые представили проект закона о создании музеев в боро численностью не менее 10 тысяч человек — этот проект позже стал Актом о музеях. Деятельность Юарта и Бразертона помогла создать Избранный комитет, который занимался вопросами публичных библиотек. В отчёте комитета говорилось, что создание публичных библиотек и управление ими может помочь людям избавиться от вредных привычек. С целью довести до предела потенциал имеющихся помещений, Комитет составил две важные рекомендации — выделить правительственные средства на создание библиотек и отменить Акт о музеях, а налоги, собиравшиеся для реализации Акта, перенаправить на основание публичных библиотек. Парламент единодушно принял этот закон: члены парламента полагали, что чтение поможет в саморазвитии представителей каждого класса, а высокий уровень образования поможет снизить и уровень преступности.
Самым ранним примером английской библиотеки, которая использовалась не прихожанами собора и не студентами колледжа, была Цепная библиотека имени Фрэнсиса Тригга, основанная в 1598 году в Грэнтеме (графство Линкольншир) и действующая по настоящий день. Считается, что она опередила своё время и предопределила будущие системы публичных библиотек. В 1847 году началась эпоха новых, современных британских библиотек, когда Парламентом был назначен комитет по публичным библиотекам во главе с Уильямом Юэртом, занимавшийся определением необходимости открытия библиотек в разных уголках Великобритании. В 1849 году в отчёте сообщалось об ужасных условиях библиотечной работы и было рекомендовано открыть бесплатные публичные библиотеки, что было отражено в Акте о публичных библиотеках от 1850 года, который позволил всем городам с населением более 10 тысяч человек собирать налоги на открытие и содержание публичных библиотек. Первой безусловно платной библиотекой стало учреждение под названием «Королевский музей и публичная библиотека», открытое в ноябре 1850 года и известное ныне как Сэлфордская художественная галерея. Первой библиотекой, позволявшей бесплатно брать книги домой для чтения, стала библиотека в Кэмпфилде (Манчстер), открытая в 1852 году. Норвич считается первым муниципалитетом, который принял Акт о публичных библиотеках 1850 года и позволил округам (боро) с населением более 100 тысяч человек собирать налог в полпенни на открытие публичных библиотек, но не продавать книги. В 1857 году в Норвиче была открыта 11-я по счёту библиотека — до этого библиотеки открывались в Винчестере, Манчестере, Ливерпуле, Болтоне, Киддерминстере, Кембридже, Биркенхэде и Шеффилде. В 1870 году был принят Акт об образовании, который не только повысил грамотность, но и поднял планку для библиотек. В 1877 году в более чем 75 городах были бесплатные библиотеки, в 1900 году их число достигло 300 — именно к этому моменту сформировались библиотеки в современном виде, а подобные законы стали приниматься позже и в других странах.

### США
Первой публичной библиотекой США, поддерживаемой за счёт налогов, стала библиотека в Питерборо (Нью-Хэмпшир), открывшаяся в 1833 году. Изначально на её содержание выделялись государственные казны, затем основой для её финансирования стал «Акт об образовании публичных библиотек» 1849 года. Преподобный Эбиел Эббот предложил сделать Городскую библиотеку Питерборо главным книгохранилищем, которое было бы народным достоянием, доступным для всех жителей города. Оригинальную коллекцию преподобный Эббот и совет попечителей размещали в магазине Smith & Thompson, где также находилась почта.
В 1876 году произошло несколько важных событий: образована Американская библиотечная ассоциация, учреждён журнал «The American Library Journal», опубликованы Десятичная классификация Дьюи и опубликован отчёт Министерства образования США «Публичные библиотеки в США: их история, условия и управление» (англ. Public libraries in the United States of America; their history, condition, and management). После Гражданской войны усилиями многих новообразованных женских клубов стали создаваться новые публичные библиотеки, куда вносились собственные собрания книг и выделялись средства на строительство и содержание помещений (в том числе и при помощи разных общественных организаций). Выделялись средства на создание библиотек фонда Эндрю Карнеги. Таким образом, от 75 до 80 % публичных библиотек в штатах были созданы благодаря этой деятельности.
Такие филантропы и предприниматель, как Джон Пассмор Эдвардс, Генри Тейт и Эндрю Карнеги, помогли повысить число библиотек в конце XIX века. Сделавший своё состояние на продаже стали и строительной сфере, Карнеги выделил большую часть своих средств на благотворительность: к концу жизни около 90 % его богатства (около 300 млн долларов США) было выделено на основание университетов, библиотек, больниц, общественных парков, концертных залов и клубов, общественных бань и церквей в семи сферах деятельности филантропов и меценатов. При этом Карнеги не возлагал всю ответственность за строительство зданий на себя, но призывал общественность найти места для строительства, а правительство — выделить средства на оплату труда сотрудников и содержание библиотек. Библиотеки Карнеги полагались не только на частные средства, но и средства разных фондов, что помогло библиотекам получать финансирование и в дальнейшем. Итого 40 миллионов долларов было потрачено на возведение 1670 публичных библиотек и ещё 100 университетских и научных библиотек в США.

#### Афроамериканские библиотеки
Неизвестно, где и когда появилась первая библиотека для чернокожего населения США, однако известно, что одну из первых подобных библиотек заложила Филадельфийская библиотечная компания чернокожих людей (англ. Philadelphia Library Company of Colored Persons). К 1838 году в её коллекцию входило 600 томов, брошюр и карт. Посетители могли либо читать на свой вкус, либо следовать какому-то определённому курсу. По мнению Уильяма дю Буа, движение за негритянские библиотеки было частью натурального стремления расы к книгам.. Эндрю Карнеги также спонсировал строительство множества библиотек для цветного населения США.

### ЮАР
В 1910 году была открыта первая публичная библиотека в Южной Африке, а их число позже возрастало в связи с влиянием англоговорящих. В годы Первой мировой войны в стране была 71 библиотека по подписке для англоговорящих и 7 библиотек для носителей африкаанса. В 1928 году корпорация Карнеги назначила двух библиотекарей из Нью-Йорка ответственным за обзор библиотечной деятельности в Южной Африке. Две проблемы, которыми они занимались, были нехватка библиотек для африканеров и оказание школьных и библиотечных услуг для лиц небелого происхождения с учётом того, чтобы библиотеки для белых и цветных не были в одном здании.
В годы апартеида такие прогрессивные библиотеки, как Дурбанская, открыли свои отделения среди индийцев и цветных вопреки давлению со стороны правительства. Индийский конгресс Наталя, основанный Махатмой Ганди, вынудил Дурбанский городской совет прекратить дискриминировать лиц неевропейского происхождения и открыть библиотеку для всех жителей ЮАР.
Правительство африканеров приняло несколько дискриминирующих законопроектов, в том числе Акт об отдельных удобствах 1953 года (англ. Separate Amenities Act of 1953), по которому советы обязаны были предоставлять отдельные услуги для каждой расы: в случае, если это было невозможно, услуги оказывались только белым. Однако только через два года Южно-Африканская ассоциация библиотек выяснила, что библиотечные услуги белым, индийцам и цветным предоставляли регионы, а библиотечные услуги чёрным — правительство.

### XX век
В XX веке многие публичные библиотеки были построены в модернистском архитектурном стиле (некоторые более функциональные, другие более репрезентативные). Качество интерьера, освещение и атмосфера стали важнее в таких библиотеках, чем наружное оформление. Архитекторы-модернисты наподобие Алвара Аалто смещали акцент на удобство использования библиотечного пространства: по его проекту была построена Вольфсбургская муниципальная библиотека с большим центральным залом, где оформление было направлено на использование естественного освещения даже при заставленных книгами полках у стен.

### XXI век
В XXI веке библиотеки стали соответствовать больше современному обществу. Хотя многие сталкиваются с финансовыми проблемами, им удаётся найти способы оказывать людям услуги, в том числе предлагать дистанционный доступ к библиотекам и создавать дружественную атмосферу.